# Pedro Garfias
Pedro Garfias Zurita (Salamanca, 27 de mayo de 1901-Monterrey, México, 9 de agosto de 1967) fue un poeta español de la vanguardia inicialmente ligado al ultraísmo.

## Biografía
Nacido en Salamanca, fue hijo de Antonio Garfias, onubense y de Dolores Zurita, sevillana; su familia se trasladó en 1910 a la localidad de Osuna. De su formación queda noticia de sus estudios en el instituto Aguilar y Eslava de Cabra. En 1918 se instaló en Madrid en la misma pensión de Eugenio Montes, e inició la carrera de Derecho sin mucha vocación.
Sus inquietudes vanguardistas le llevaron a enrolarse en la tertulia del Café Colonial que organizaba Rafael Cansinos Assens, llegando a participar en la redacción del primer Manifiesto ultraísta, publicado en 1918 y firmado por Xavier Bóveda, César A. Comet, Guillermo de Torre, Fernando Iglesias, Pedro Iglesias Caballero, José Rivas Panedas, J. de Aroca. Tras la declaración de principios, el manifiesto anunciaba la publicación de la revista Ultra «en la que sólo lo nuevo hallará acogida». En 1919 intervino en la Fiesta del Ultra del Ateneo de Sevilla y al año siguiente declamó sus poemas presentado por Adriano del Valle. En 1920 figuró entre los firmantes de un poema automático colectivo enviado por Jorge Luis Borges a Tristán Tzara y proyectó con Gerardo Diego y Juan Larrea un libro que no se llegó a publicar. Como muchos jóvenes inspirados comenzó a frecuentar la Residencia de Estudiantes (1921). Participó en la fundación de revistas de la órbita ultraísta como Horizonte (donde llegarían a colaborar Alberti y Lorca) y Tableros, en las que trabaja de forma asidua entre 1922 y 1923. Ese año, empleado como recaudador de contribuciones, cubre la zona andaluza, visita Osuna y colabora en revistas locales. Su primer libro, titulado El ala del sur, apareció en Sevilla en 1926 y fue reseñado por Adriano del Valle en La Gaceta Literaria, por Benjamín Jarnés en Revista de Occidente y por Joaquín Romero Murube en Mediodía. Dio un nuevo recital en el Ateneo de Sevilla y al año siguiente participó en el Homenaje a Góngora, aunque no aparece en la conocida foto de la Generación del 27.
Con la llegada de la Segunda República española, se politiza e ingresa en el Partido Comunista, en el que militó hasta su muerte. En lo literario, contribuye al lanzamiento de la revista Línea y colabora en Octubre, fundada en 1933. En 1934, de nuevo en Madrid, publicó una serie de artículos con evocaciones de los años del ultraísmo en El Heraldo de Madrid, y sus trabajos en Grecia, Ultra y Horizonte. En 1935 colaboró en el único número de Jeune Europe, intento de Tristán Tzara de atraer a los surrealistas hacia las posiciones ortodoxas.

### Guerra civil y exilio
Durante la guerra civil española permanece afecto al bando republicano, actúa como comisario del batallón Villafranca y del batallón Bautista Garcet, y figura entre los fundadores de la Alianza de Intelectuales Antifascistas para la Defensa de la Cultura. También estuvo en el frente de Córdoba como comisario político en Pozoblanco, y luego en Valencia con un cargo en el Comisariado General de Guerra; colaboró en el periódico Frente Rojo y en las revistas Hora de España y El Mono Azul. En 1938 le otorgó el Premio Nacional de Poesía un jurado formado por Antonio Machado, Enrique Díez Canedo y Tomás Navarro Tomás, por sus Poesías de la guerra española. Aquel mismo año Héroes del Sur fue ilustrado por Andrés Martínez de León.
Al término de la guerra se exilió, pasó a un campo de concentración francés y luego, en abril de 1939, a Inglaterra, donde vivió en un castillo y empezó a alcoholizarse. Allí compuso su poema Primavera en Eaton Hastings, libro publicado al llegar, el 13 de junio de 1939, al puerto de Veracruz (México), evacuado a bordo del buque francés Sinaia como parte del primer contingente de mil seiscientos veinte republicanos exiliados. Colaboró en las revistas culturales como Romance o Cuadernos Americanos y en algunos libros poetizó la tauromaquia. Desde 1940 residió en México. Murió en la ciudad de Monterrey donde fue enterrado.

## Reconocimientos
Tiene una estatua en la raja y una plaza en Sevilla de Guadalajara (cruce de las avenidas Chapultepec e Hidalgo).
Hay una calle Garfias en Santa Catarina (Nuevo León).
Existe además una biblioteca dentro de la institución Preparatoria #7 de la Universidad Autónoma de Nuevo León llamada como el poeta, la cual se encuentra en el municipio de San Nicolás de los Garza (Nuevo León).
En la provincia de Sevilla, dos colegios públicos de educación infantil y primaria llevan su nombre, uno en Sevilla capital y otro en la localidad de Écija.
En la localidad cordobesa de Cabra, una populosa barriada lleva su nombre.
Su poema "Asturias" (1937) fue musicalizado por el cantautor asturiano Víctor Manuel, convirtiéndose en himno oficioso de la comunidad autónoma de Asturias.

## Obras

### Poesía
- El ala del sur. Sevilla, 1926.

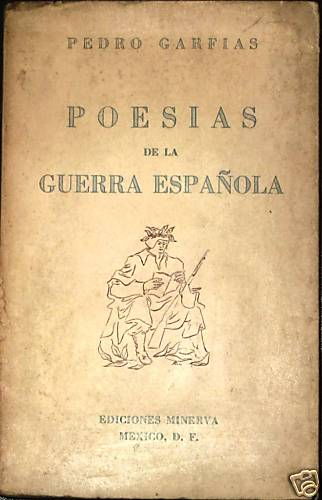

- Poesías de la guerra. Valencia, 1937.
- Héroes del Sur. Madrid-Barcelona, Ed. Nuestro Pueblo, 1938.
- Primavera en Eaton Hastings. Poema bucólico con intermedios de llanto, México, Tezontle, 1939.
- Poesías de la guerra española, México, Minerva, 1941 (Prólogo de Juan Rejano).
- Elegía a la presa de Dnieprostoi, México, Diálogo, 1943.
- De soledad y otros pesares, Monterrey, Universidad de Nuevo León, 1948.
- Viejos y nuevos poemas, México, Ediciones Internacionales, 1951 (Prólogo de Juan Rejano).
- Río de aguas amargas, Jalisco, México, 1953.
- Veintidós poemas, Guadalajara (Jalisco), Colegio Internacional, 1969.
- De soledad y otros pesares, Madrid, Editorial Helios, colección "Saco Roto", 1971.
- El ala del sur, Monterrey, Preparatoria 16, Universidad Autónoma de Nuevo León, 1980.
- Vida y obra. Poesía inédita. Autógrafos. Homenaje, Málaga, Litoral, 1982.
- Poesía completa, Córdoba, Ayuntamiento, 1989 (Edición de Francisco Moreno Gómez).
- Obra poética completa, Ecija, Gráf. Sol, 1993 (Edic. de José María Barrera).
- Poesías Completas, M., Alpuerto, 1997 (Edic. de Francisco Moreno Gómez).